# Asplenium × valgannense
Asplenium × valgannense là một loài dương xỉ trong họ Aspleniaceae. Loài này được Attinger mô tả khoa học đầu tiên năm 1966.
Danh pháp khoa học của loài này chưa được làm sáng tỏ. 